# Sphodromantis viridis barbara
Sphodromantis viridis barbara es una subespecie de mantis de la familia Mantidae.

## Distribución geográfica
Se encuentra en Argelia, Libia, Níger y Túnez.